# Grube Antonius (Much)
Die Grube Antonius ist eine ehemalige Buntmetallerz-Grube des Bensberger Erzreviers. Sie lag am nördlichen Ortsrand von Markelsbach in der Gemeinde Much im Rhein-Sieg-Kreis.

## Geschichte
Bereits für das Jahr 1789 ist Bergbau auf der sogenannten Antoniusgrube durch eine Ründerother Gewerkschaft belegt. Die Société d'Antonius des Charles Rochaz förderte von 1842 bis 1847 mit 78 Bergarbeitern auf einem zehn Meter langen Erzmittel Siderit, Zinkblende und Bleiglanz. Anschließend wurde der Betrieb eingestellt. Im Jahr 1854 wurde die Grube durch die Gewerkschaft Gertrudensegen übernommen und der Betrieb wieder aufgenommen. 1878 stellte man den Betrieb erneut ein. Im Jahr 1935 wurde sie zusammen mit den Gruben Gertrudensegen und Emanuel als Grube Nikolaus-Phönix wieder eröffnet.
- Siehe auch: Liste der Erzgruben im Rhein-Sieg-Kreis